# Sailhan
Sailhan est une commune française située dans le sud-est du département des Hautes-Pyrénées, en région Occitanie.
Sur le plan historique et culturel, la commune est dans le Pays d'Aure, constitué de la vallée de la Neste (en aval de Sarrancolin), de la vallée d'Aure (en amont de Sarrancolin) et de la vallée du Louron. Exposée à un climat de montagne, elle est drainée par. La commune possède un patrimoine naturel remarquable composé de trois zones naturelles d'intérêt écologique, faunistique et floristique.
Sailhan est une commune rurale qui compte 171 habitants en 2022, après avoir connu un pic de population de 376 habitants en 1836. Ses habitants sont appelés les Sailhanais ou  Sailhanaises.

## Géographie

### Localisation
La commune de Sailhan se trouve dans le département des Hautes-Pyrénées, en région Occitanie.
Elle se situe à 50 km à vol d'oiseau de Tarbes, préfecture du département, à 31 km de Bagnères-de-Bigorre, sous-préfecture, et à 31 km de Capvern, bureau centralisateur du canton de Neste, Aure et Louron dont dépend la commune depuis 2015 pour les élections départementales.
La commune fait en outre partie du bassin de vie d'Arreau.
Les communes les plus proches sont : 
Estensan (0,9 km), Saint-Lary-Soulan (1,0 km), Bourisp (1,1 km), Vielle-Aure (1,4 km), Ens (1,5 km), Vignec (1,6 km), Cadeilhan-Trachère (1,6 km), Azet (1,7 km).
Sur le plan historique et culturel, Sailhan fait partie du pays de la vallée d'Aure ou pays d'Aure, constitué de la vallée de la Neste (en aval de Sarrancolin), de la vallée d'Aure (en amont de Sarrancolin) et de la vallée du Louron (confluente à Arreau).
Sailhan est limitrophe de cinq autres communes, dont Vielle-Aure au nord-ouest sur environ deux-cents mètres.

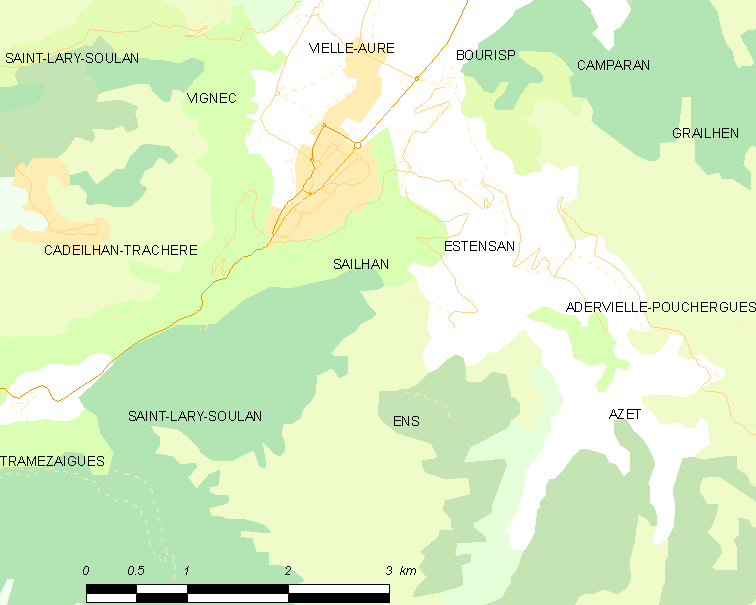
Carte de la commune de Sailhan et des proches communes.

| Vielle-Aure       | Bourisp |          |
| Saint-Lary-Soulan | Sailhan | Estensan |
|                   | Ens     |          |

### Hydrographie

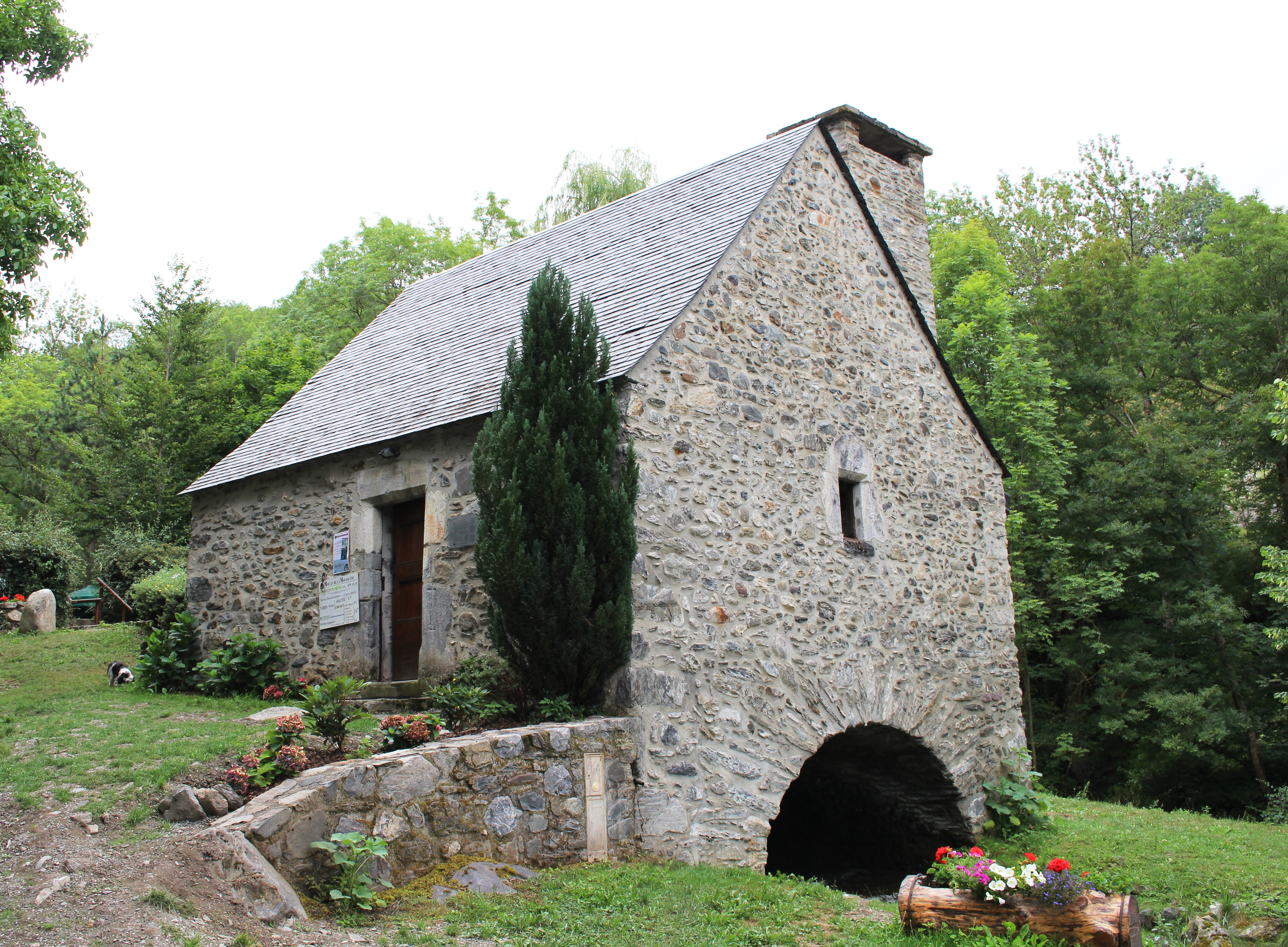
Le moulin de la Mousquère en 2015.

Elle est drainée par le ruisseau la mousquère, constituant un réseau hydrographique de 1 km de longueur totale,.

### Climat

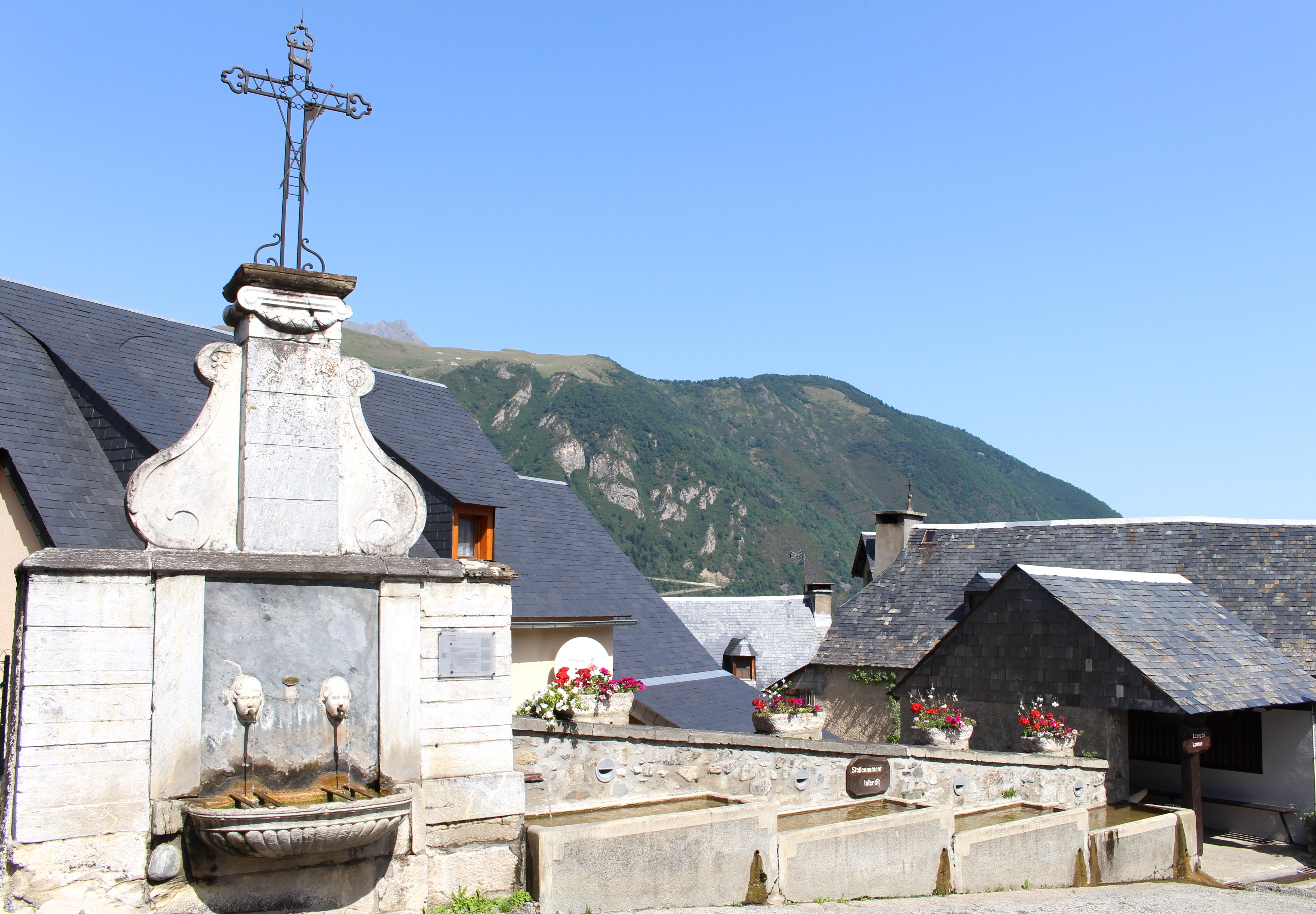
La fontaine abreuvoir.

Le climat qui caractérise la commune est qualifié, en 2010, de « climat de montagne », selon la typologie des climats de la France qui compte alors huit grands types de climats en métropole. En 2020, la commune ressort du même type de climat dans la classification établie par Météo-France, qui ne compte désormais, en première approche, que cinq grands types de climats en métropole. Pour ce type de climat, la température décroît rapidement en fonction de l'altitude. On observe une nébulosité minimale en hiver et maximale en été. Les vents et les précipitations varient notablement selon le lieu.
Les paramètres climatiques qui ont permis d’établir la typologie de 2010 comportent six variables pour les températures et huit pour les précipitations, dont les valeurs correspondent à la normale 1971-2000. Les sept principales variables caractérisant la commune sont présentées dans l'encadré ci-après.
| Paramètres climatiques communaux sur la période 1971-2000 - Moyenne annuelle de température : 9,2 °C - Nombre de jours avec une température inférieure à −5 °C : 6,9 j - Nombre de jours avec une température supérieure à 30 °C : 2,8 j - Amplitude thermique annuelle : 14,1 °C - Cumuls annuels de précipitation : 1 045 mm - Nombre de jours de précipitation en janvier : 10,2 j - Nombre de jours de précipitation en juillet : 8,5 j |

Avec le changement climatique, ces variables ont évolué. Une étude réalisée en 2014 par la Direction générale de l'Énergie et du Climat complétée par des études régionales prévoit en effet que la  température moyenne devrait croître et la pluviométrie moyenne baisser, avec toutefois de fortes variations régionales. Ces changements peuvent être constatés sur la station météorologique de Météo-France la plus proche, « Génos », sur la commune de Génos, mise en service en 1969 et qui se trouve à 6 km à vol d'oiseau,, où la température moyenne annuelle est de 7,8 °C et la hauteur de précipitations de 1 483,6 mm pour la période 1981-2010.
Sur la station météorologique historique la plus proche, « Tarbes-Lourdes-Pyrénées », sur la commune d'Ossun, mise en service en 1946 et à 50 km, la température moyenne annuelle évolue de 12,2 °C pour la période 1971-2000, à 12,6 °C pour 1981-2010, puis à 12,9 °C pour 1991-2020.

### Milieux naturels et biodiversité
L’inventaire des zones naturelles d'intérêt écologique, faunistique et floristique (ZNIEFF) a pour objectif de réaliser une couverture des zones les plus intéressantes sur le plan écologique, essentiellement dans la perspective d’améliorer la connaissance du patrimoine naturel national et de fournir aux différents décideurs un outil d’aide à la prise en compte de l’environnement dans l’aménagement du territoire.
Deux ZNIEFF de type 1 sont recensées sur la commune :
la « Haute vallée d'Aure en rive droite, de Barroude au Col d'Azet » (16 972 ha), couvrant 10 communes du département et 
« la Neste, amont » (100 ha), couvrant 18 communes du département
et une ZNIEFF de type 2, : 
la « Haute vallée d'Aure » (43 605 ha), couvrant 38 communes du département.

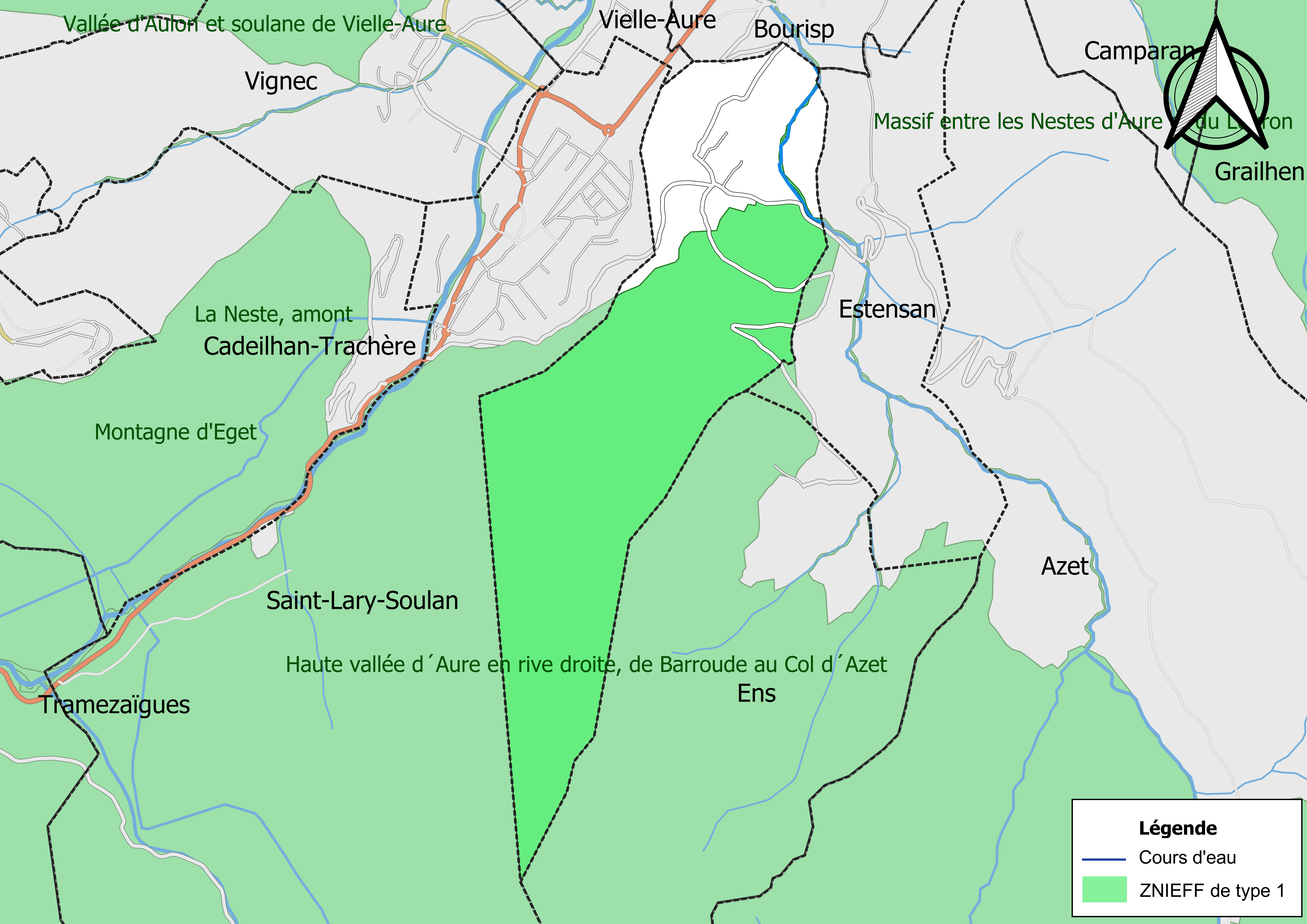
Carte des ZNIEFF de type 1 sur la commune.
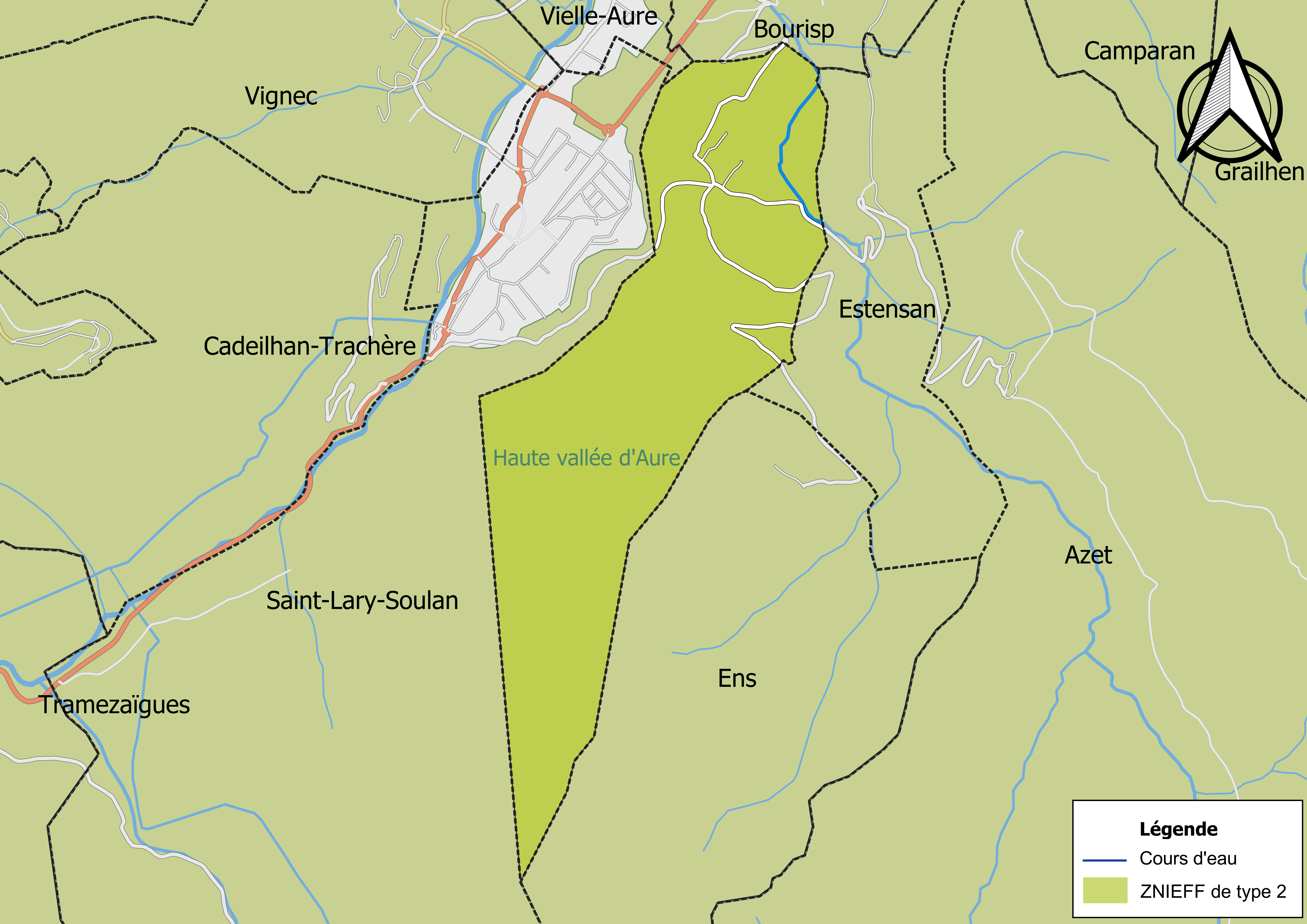
Carte de la ZNIEFF de type 2 sur la commune.

## Urbanisme

Sélection de vues du village.
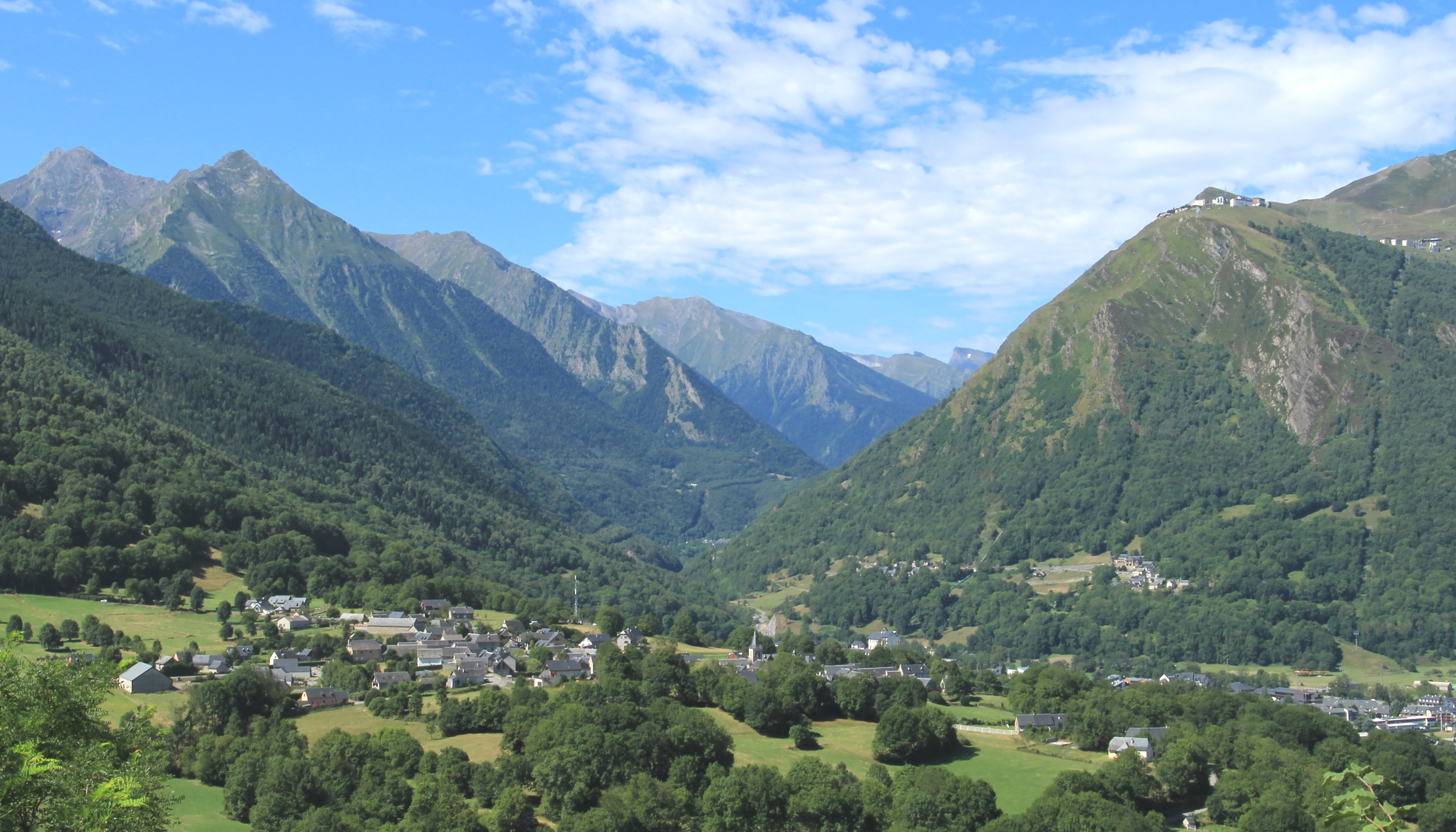
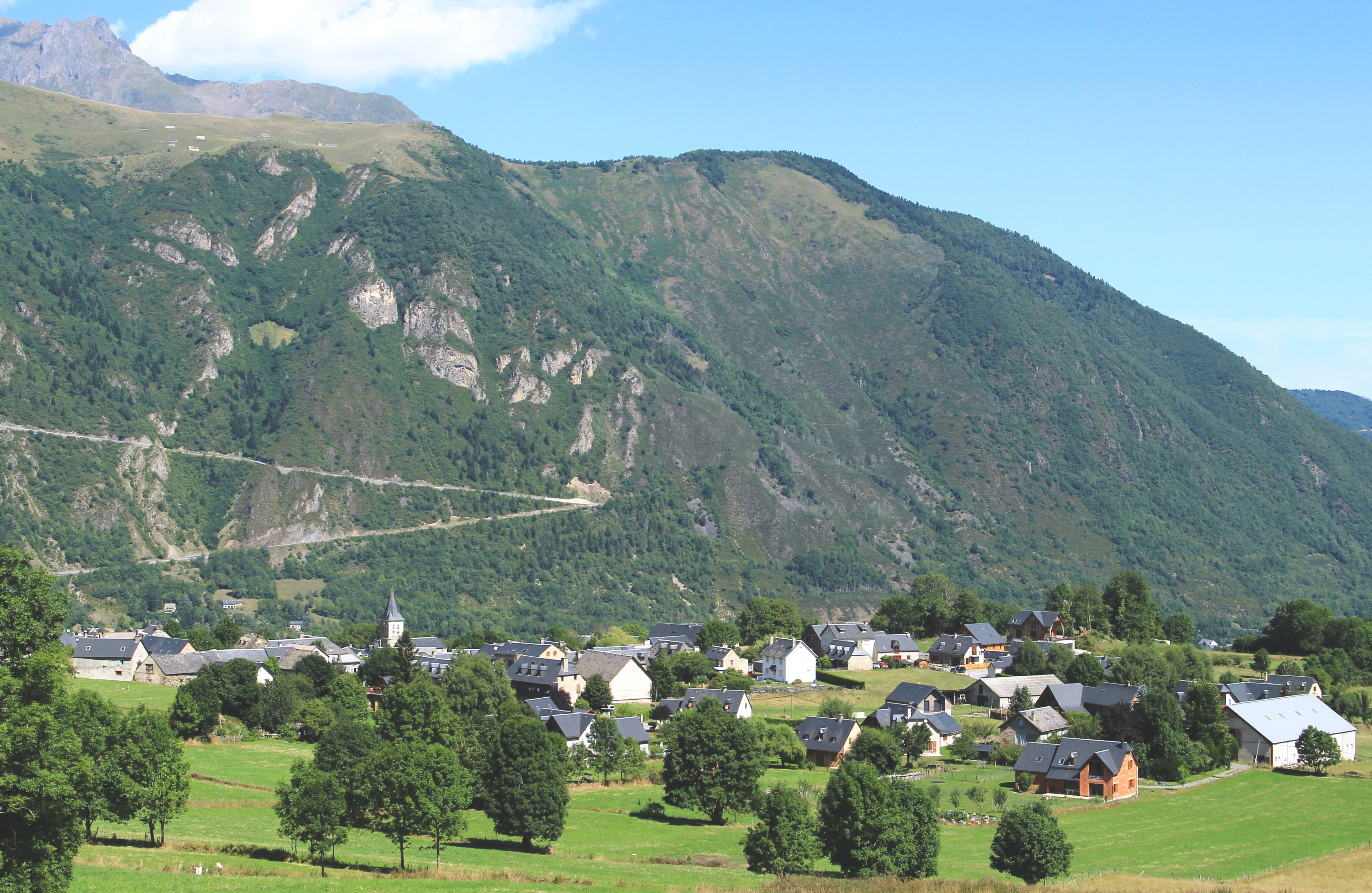

### Typologie
Au 1er janvier 2024, Sailhan est catégorisée commune rurale à habitat dispersé, selon la nouvelle grille communale de densité à sept niveaux définie par l'Insee en 2022.
Elle est située hors unité urbaine et hors attraction des villes,.

### Occupation des sols
L'occupation des sols de la commune, telle qu'elle ressort de la base de données européenne d’occupation biophysique des sols Corine Land Cover (CLC), est marquée par l'importance des forêts et milieux semi-naturels (73,8 % en 2018), en augmentation par rapport à 1990 (71,5 %). La répartition détaillée en 2018 est la suivante : 
forêts (62 %), prairies (21,1 %), milieux à végétation arbustive et/ou herbacée (11,8 %), zones agricoles hétérogènes (5,1 %).
L'IGN met par ailleurs à disposition un outil en ligne permettant de comparer l’évolution dans le temps de l’occupation des sols de la commune (ou de territoires à des échelles différentes). Plusieurs époques sont accessibles sous forme de cartes ou photos aériennes : la carte de Cassini (XVIIIe siècle), la carte d'état-major (1820-1866) et la période actuelle (1950 à aujourd'hui).

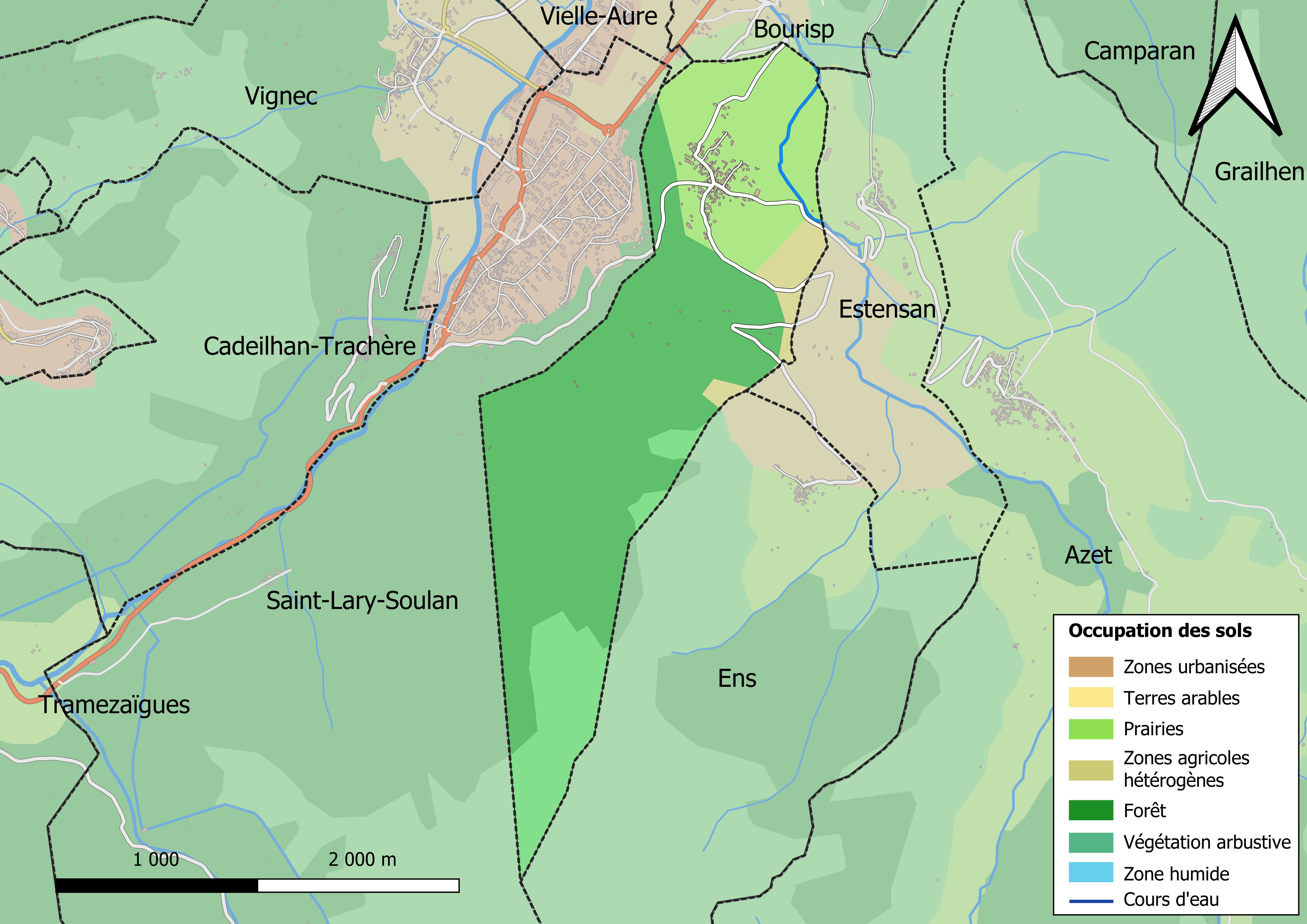
Carte des infrastructures et de l'occupation des sols en 2018 (CLC) de la commune.
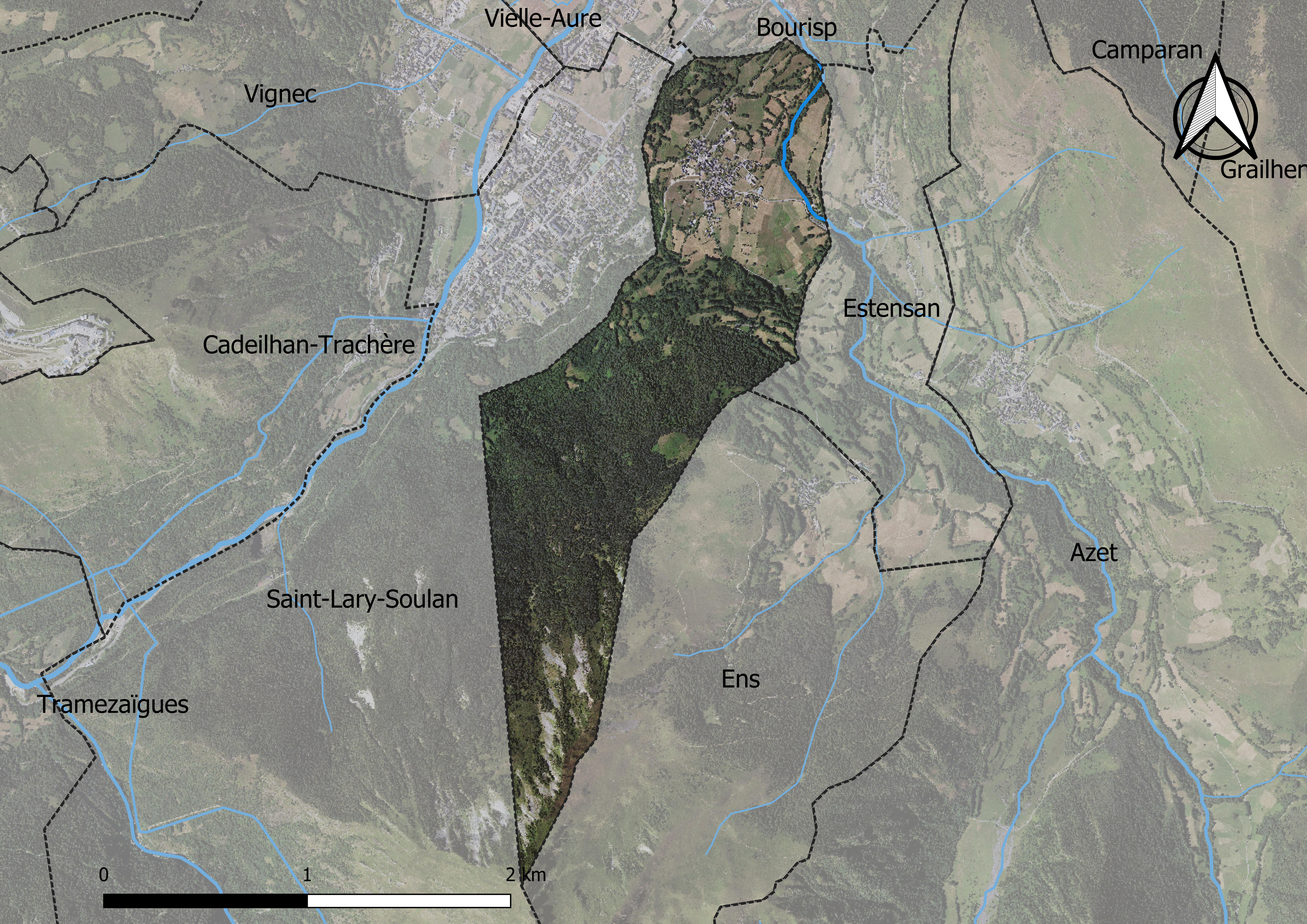
Carte orthophotogrammétrique de la commune.

### Voies de communication et transports
Cette commune est desservie par la route départementale D 25 dite route du col d'Azet et la D 116.

### Risques majeurs
Le territoire de la commune de Sailhan est vulnérable à différents aléas naturels : météorologiques (tempête, orage, neige, grand froid, canicule ou sécheresse), inondations, feux de forêts, mouvements de terrains et séisme (sismicité moyenne). Un site publié par le BRGM permet d'évaluer simplement et rapidement les risques d'un bien localisé soit par son adresse soit par le numéro de sa parcelle.
Certaines parties du territoire communal sont susceptibles d’être affectées par le risque d’inondation par débordement de cours d'eau, notamment la Mousquère. La cartographie des zones inondables en ex-Midi-Pyrénées réalisée dans le cadre du XIe Contrat de plan État-région, visant à informer les citoyens et les décideurs sur le risque d’inondation, est accessible sur le site de la DREAL Occitanie. La commune a été reconnue en état de catastrophe naturelle au titre des dommages causés par les inondations et coulées de boue survenues en 1982, 1999, 2001, 2009 et 2013,.
Sailhan est exposée au risque de feu de forêt. Un plan départemental de protection des forêts contre les incendies a été approuvé par arrêté préfectoral le 21 avril 2020 pour la période 2020-2029. Le précédent couvrait la période 2007-2017. L’emploi du feu est régi par deux types de réglementations. D’abord le code forestier et l’arrêté préfectoral du 27 octobre 2014, qui réglementent l’emploi du feu à moins de 200 m des espaces naturels combustibles sur l’ensemble du département. Ensuite celle établie dans le cadre de la lutte contre la pollution de l’air, qui interdit le brûlage des déchets verts des particuliers. L’écobuage est quant à lui réglementé dans le cadre de commissions locales d’écobuage (CLE).

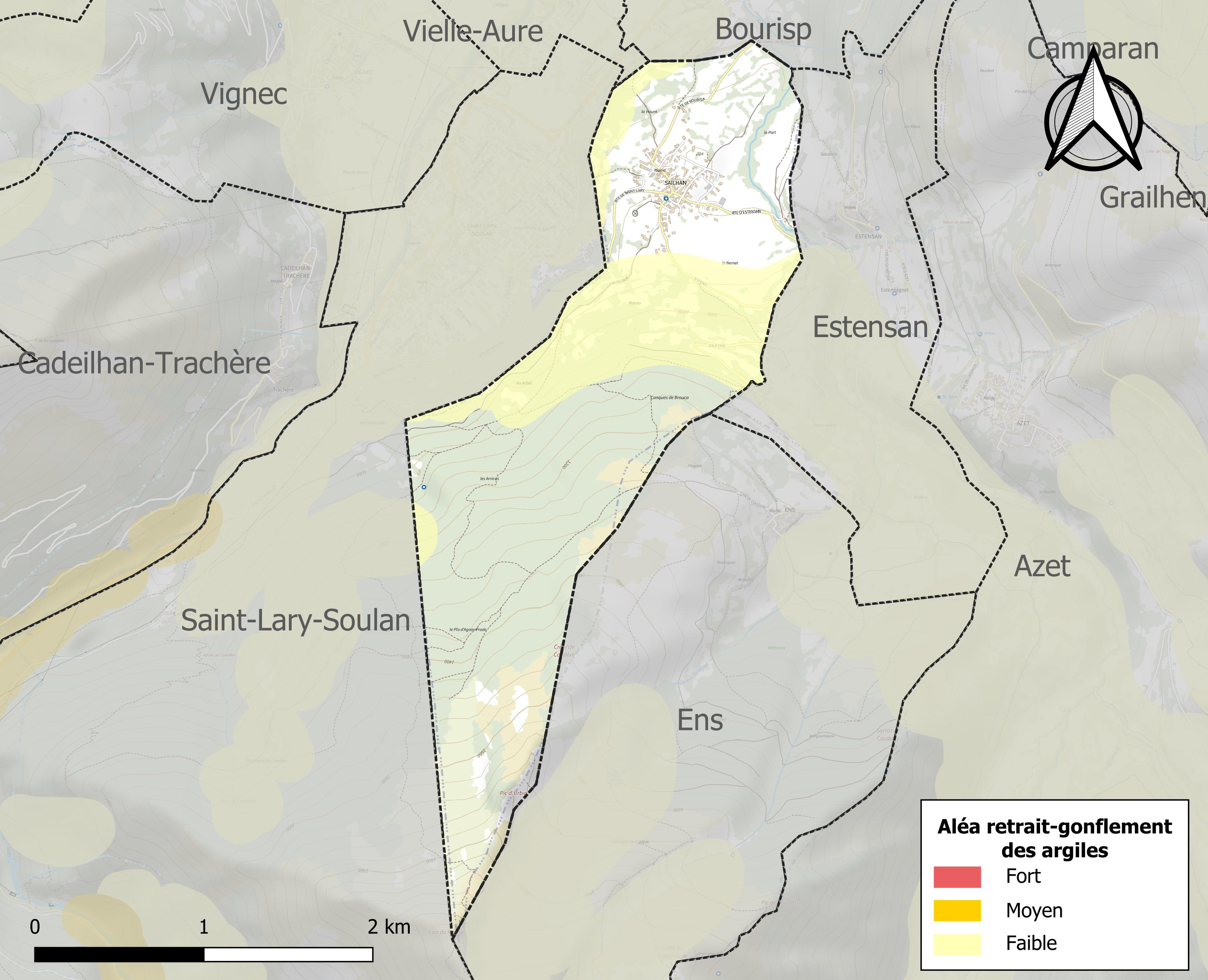
Carte des zones d'aléa retrait-gonflement des sols argileux de Sailhan.

Les mouvements de terrains susceptibles de se produire sur la commune sont des mouvements de sols liés à la présence d'argile et des tassements différentiels.
Le retrait-gonflement des sols argileux est susceptible d'engendrer des dommages importants aux bâtiments en cas d’alternance de périodes de sécheresse et de pluie. La totalité de la commune est en aléa faible (44,5 % au niveau départemental et 48,5 % au niveau national). Sur les 97 bâtiments dénombrés sur la commune en 2019, aucun n'est en aléa moyen ou fort, à comparer aux 75 % au niveau départemental et 54 % au niveau national. Une cartographie de l'exposition du territoire national au retrait gonflement des sols argileux est disponible sur le site du BRGM,.
Par ailleurs, afin de mieux appréhender le risque d’affaissement de terrain, l'inventaire national des cavités souterraines permet de localiser celles situées sur la commune.
Concernant les mouvements de terrains, la commune a été reconnue en état de catastrophe naturelle au titre des dommages causés par des mouvements de terrain en 1999 et 2013.

## Toponymie

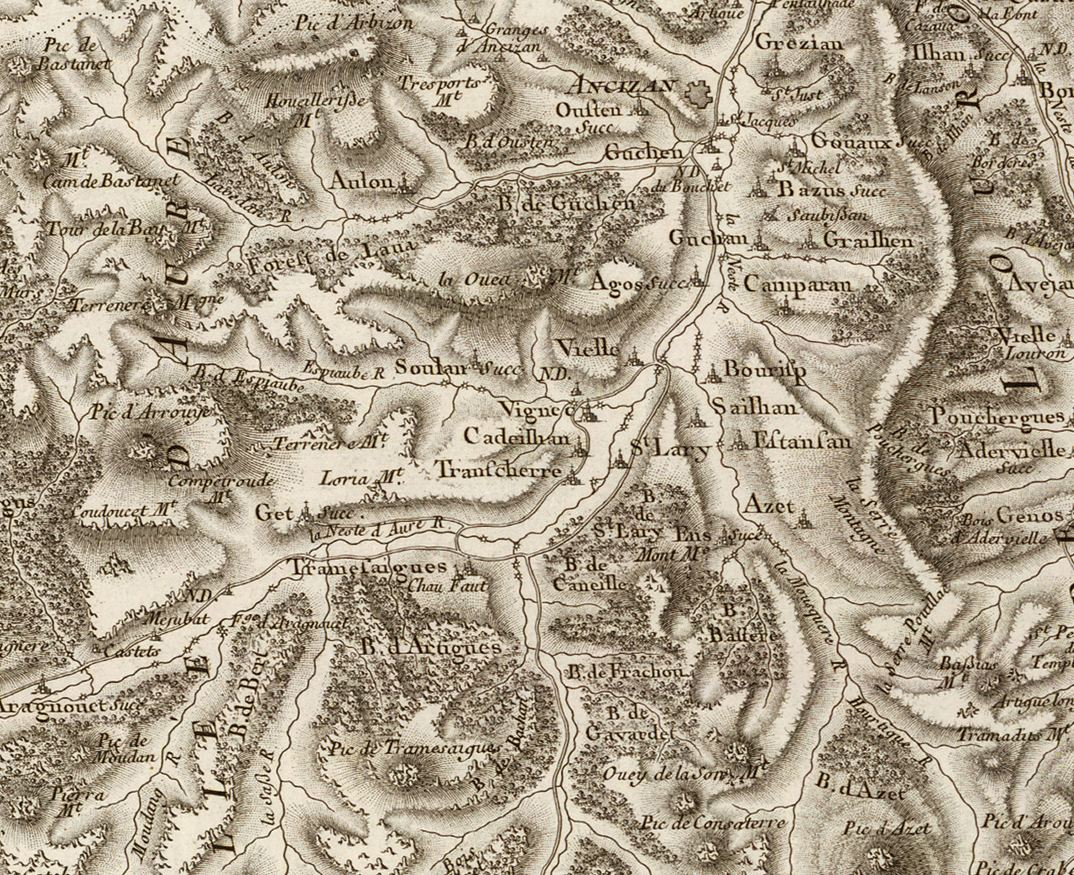
Extrait de la carte de Cassini (entre 1756 et 1789) situant Sailhan à l'est de Saint-Lary.

On trouvera les principales informations dans le Dictionnaire toponymique des communes des Hautes-Pyrénées de Michel Grosclaude et Jean-François Le Nail qui rapporte les dénominations historiques du village :
Dénominations historiques :
- Asiedz de Salano, latin et gascon (XIIe siècle, cartulaire de Bigorre) ;
- Fanta de Sallan (milieu XIIIe siècle, actes Bonnefont) ;
- De Selhano, latin (1387, pouillé du Comminges) ;
- Saillan (1767, cartulaire du Comminges).

Étymologie : nom de domaine antique formé du nom de personnage latin Salius ou Sagillius et suffixe -anum (qui donne an en gascon).
Nom occitan : Salhan.

## Politique et administration

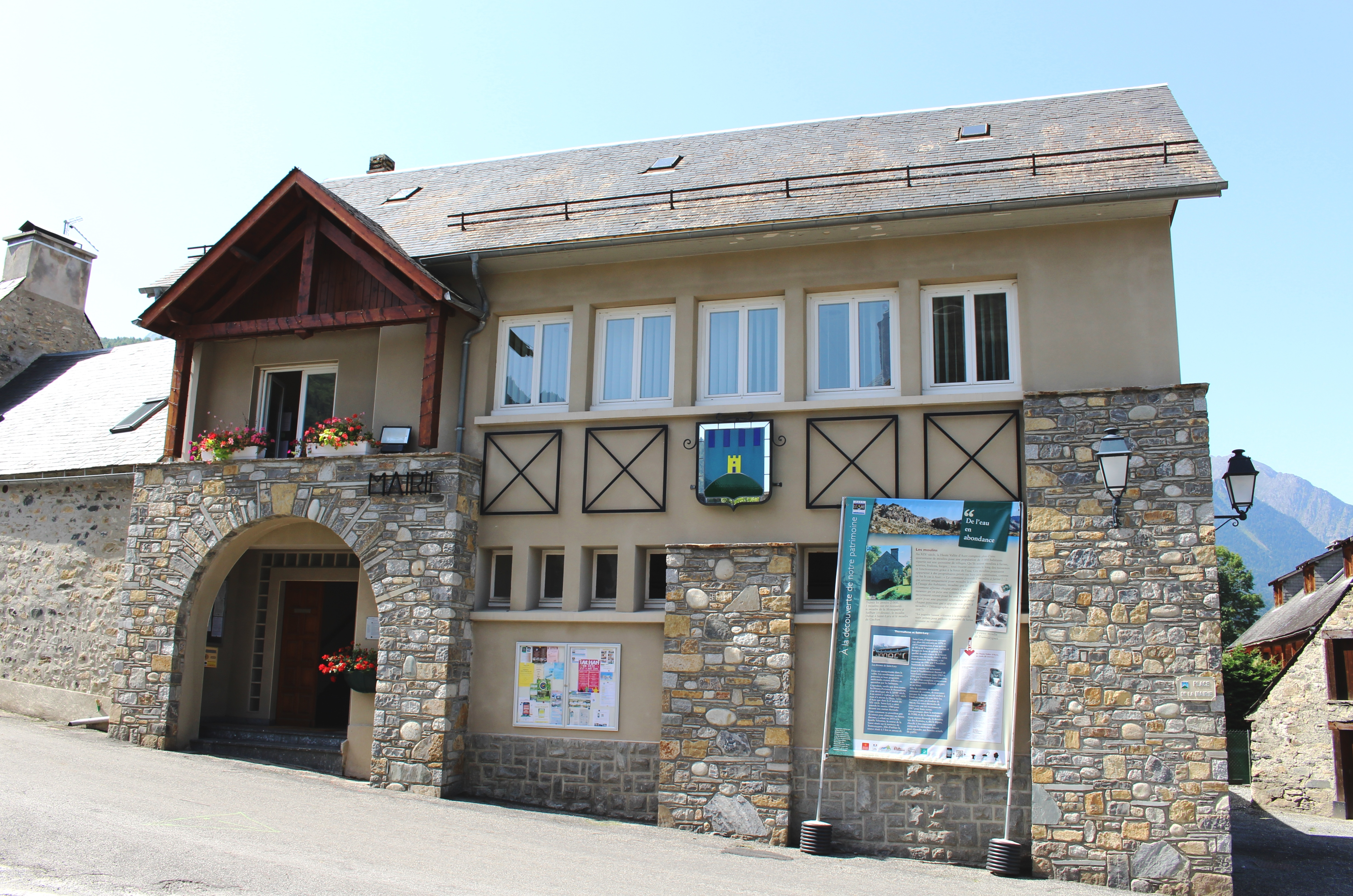
La mairie en 2015.

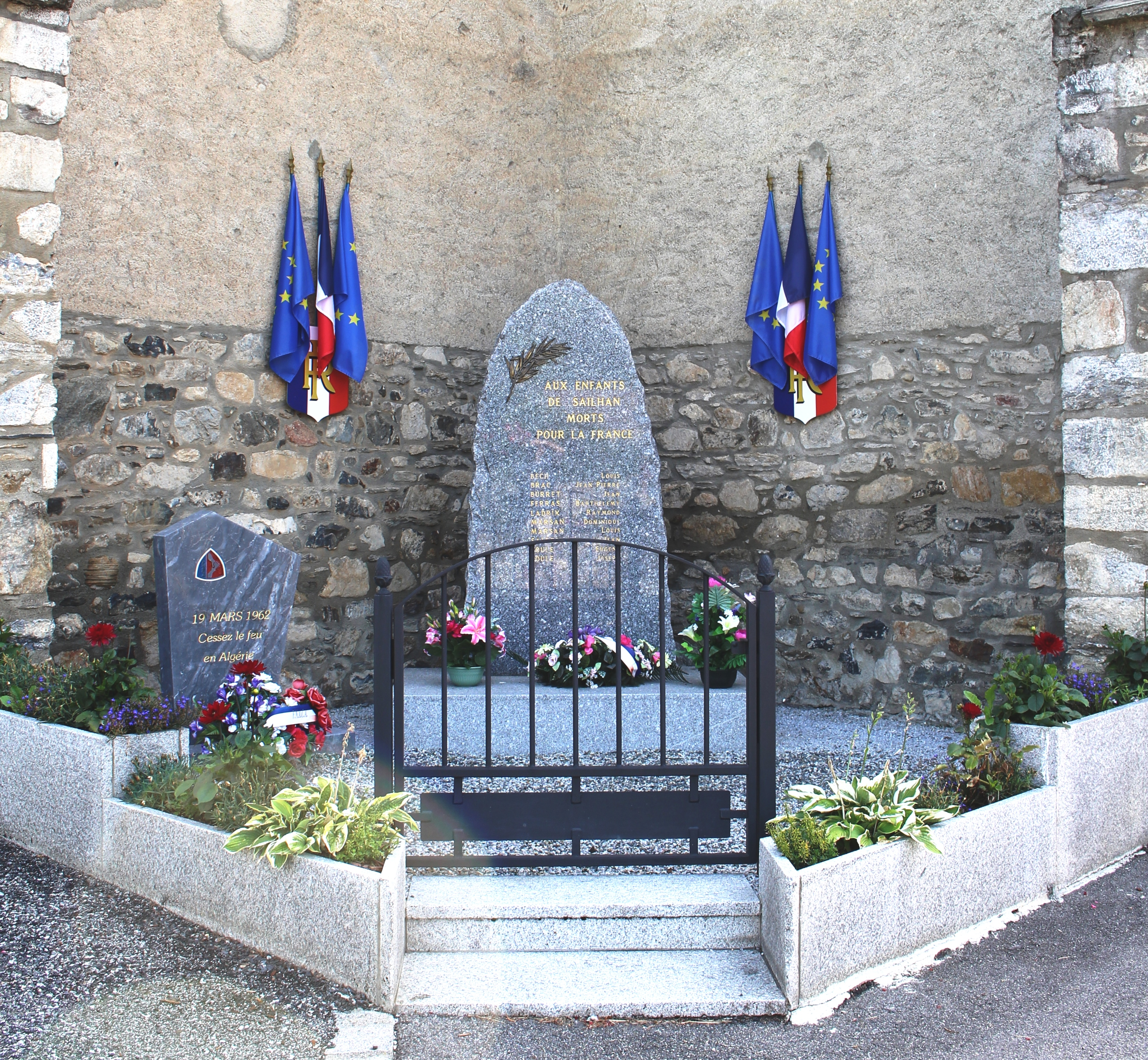
Le monument aux morts municipal.

### Intercommunalité
Sailhan fait partie de la communauté de communes Aure Louron, créée au 1er janvier 2017 et qui réunit 47 communes.

### Liste des maires
| Période                                  | Période    | Identité           | Étiquette | Qualité |
| ---------------------------------------- | ---------- | ------------------ | --------- | ------- |
| Les données manquantes sont à compléter. |            |                    |           |         |
|                                          |            |                    |           |         |
| 1951                                     | mars 1983  | Bertrand Menvielle |           |         |
| mars 1983                                | mars 2008  | Berthe Cazala      |           |         |
| mars 2008                                | avril 2014 | Jean-Pierre Turmo  |           |         |
| avril 2014                               | En cours   | Didier Brun        |           |         |

### Rattachements administratifs et électoraux

#### Historique administratif
Sénéchaussée d'Auch, pays des Quatre-Vallées, vallée d'Aure, canton d'Arreau  puis de Vielle-Aure (1790-2014).

#### Intercommunalité
Sailhan appartient à la communauté de communes Aure Louron créée au 1er janvier 2017 et qui réunit 47 communes.

## Population et société

### Démographie

#### Évolution démographique

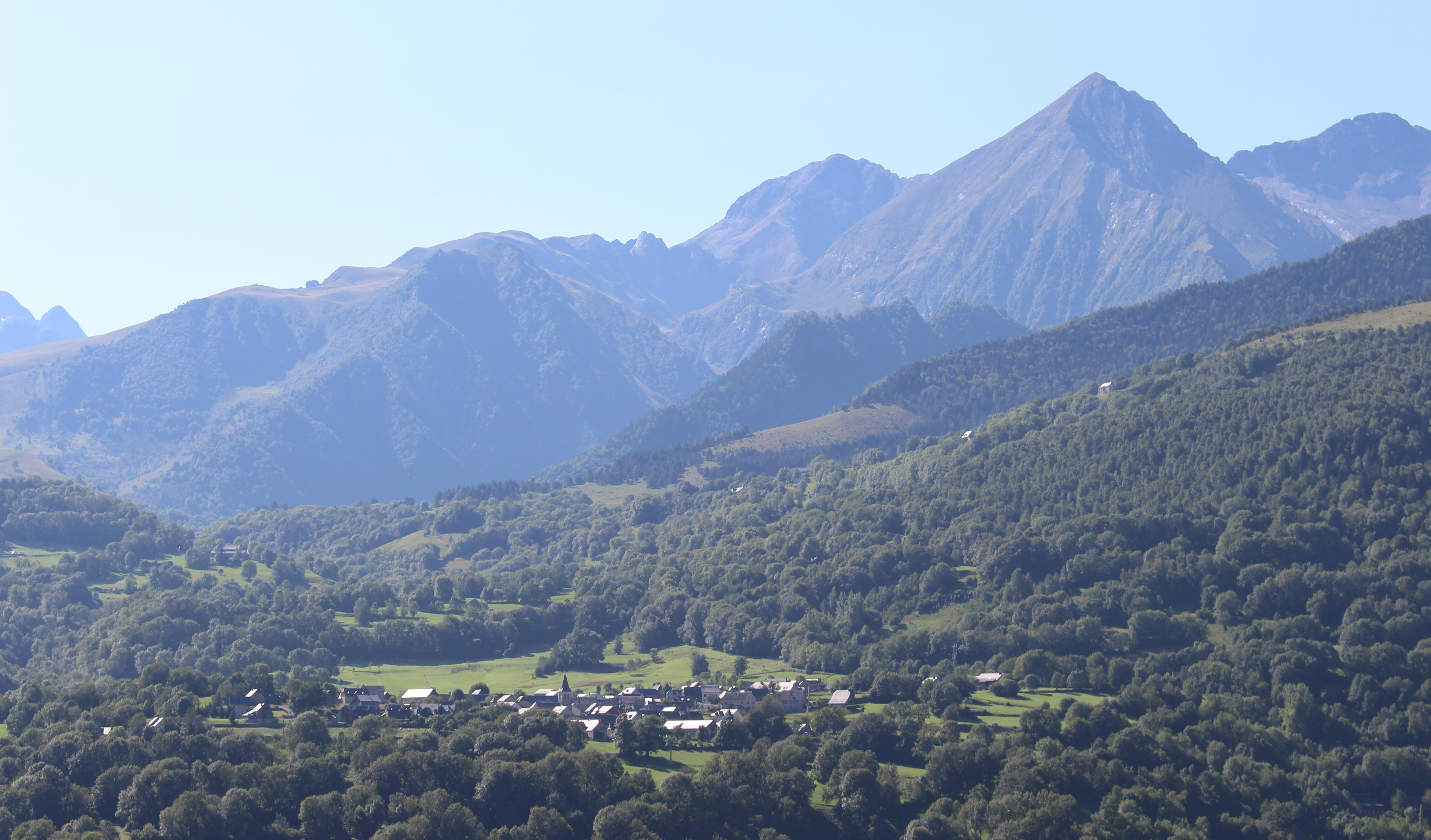
Vue en été.

L'évolution du nombre d'habitants est connue à travers les recensements de la population effectués dans la commune depuis 1793. Pour les communes de moins de 10 000 habitants, une enquête de recensement portant sur toute la population est réalisée tous les cinq ans, les populations de référence des années intermédiaires étant quant à elles estimées par interpolation ou extrapolation. Pour la commune, le premier recensement exhaustif entrant dans le cadre du nouveau dispositif a été réalisé en 2006.

En 2022, la commune comptait 171 habitants, en évolution de +7,55 % par rapport à 2016 (Hautes-Pyrénées : +1,59 %, France hors Mayotte : +2,11 %).
| 1793 | 1800 | 1806 | 1821 | 1831 | 1836 | 1841 | 1846 | 1851 |
| ---- | ---- | ---- | ---- | ---- | ---- | ---- | ---- | ---- |
| 266  | 231  | 249  | 297  | 371  | 376  | 344  | 309  | 316  |

| 1856 | 1861 | 1866 | 1872 | 1876 | 1881 | 1886 | 1891 | 1896 |
| ---- | ---- | ---- | ---- | ---- | ---- | ---- | ---- | ---- |
| 321  | 334  | 349  | 312  | 278  | 257  | 240  | 245  | 250  |

| 1901 | 1906 | 1911 | 1921 | 1926 | 1931 | 1936 | 1946 | 1954 |
| ---- | ---- | ---- | ---- | ---- | ---- | ---- | ---- | ---- |
| 247  | 244  | 242  | 187  | 172  | 171  | 166  | 152  | 162  |

| 1962 | 1968 | 1975 | 1982 | 1990 | 1999 | 2006 | 2011 | 2016 |
| ---- | ---- | ---- | ---- | ---- | ---- | ---- | ---- | ---- |
| 147  | 128  | 101  | 90   | 106  | 105  | 132  | 123  | 159  |

| 2021 | 2022 | - | - | - | - | - | - | - |
| ---- | ---- | - | - | - | - | - | - | - |
| 172  | 171  | - | - | - | - | - | - | - |

### Enseignement

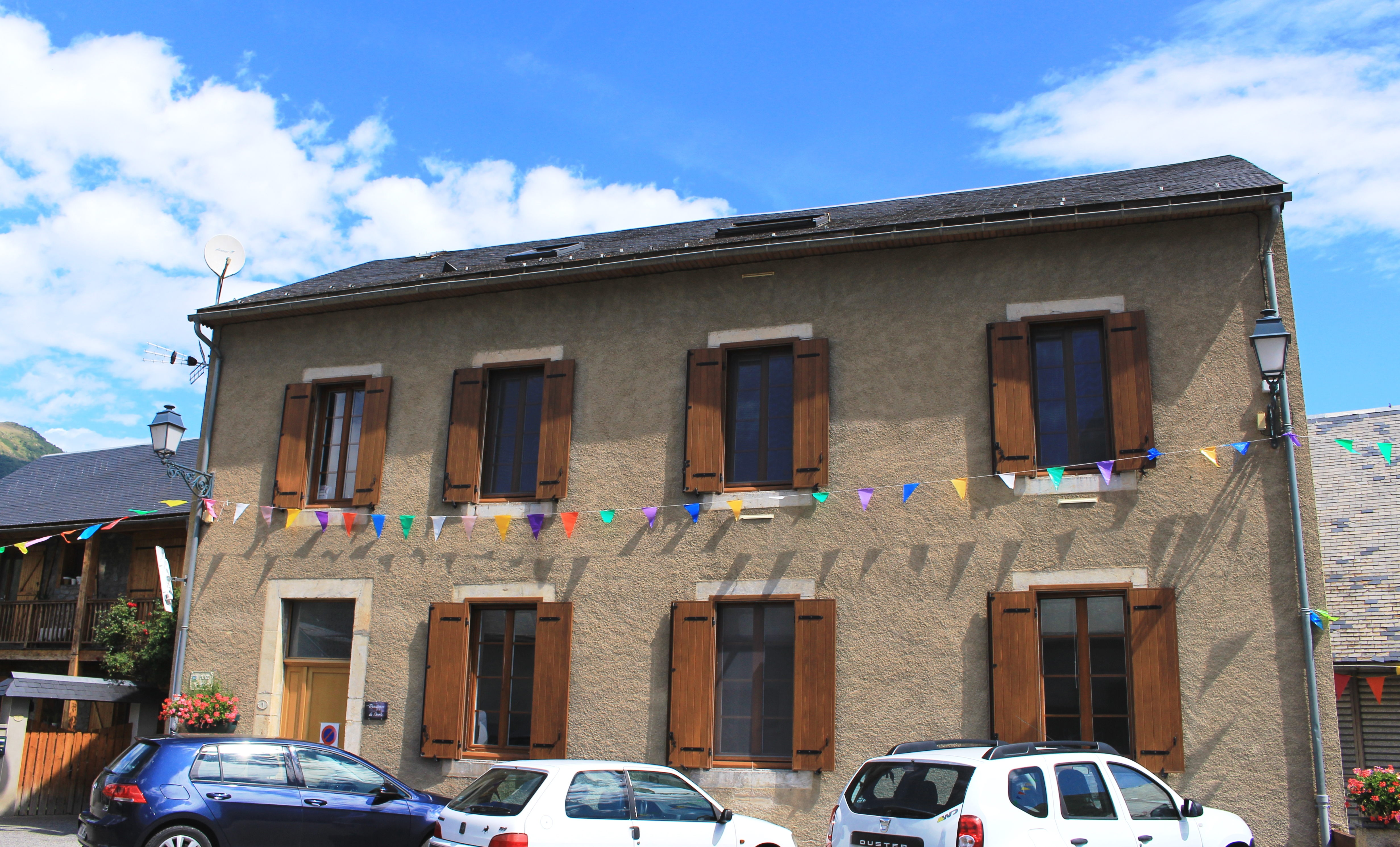
L’ancienne école en 2021.

La commune dépend de l'académie de Toulouse. Elle ne dispose plus d'école en 2016.
 
Rattachée au  RPI, école maternelle Saint-Lary-Soulan, école primaire Vielle-Aure, collège Arreau.

### Manifestations culturelles et festivités
- Fête locale deuxième weekend d'août (saint Laurent patron du village).
- Fête du moulin de la Mousquère le deuxième week-end de septembre.
- Transhumance fin mai.
- Feu de la Saint-Jean au moulin de la Mousquère : fin juin.
- Spectacles à l'église Saint-Laurent en été.
- Exposition permanente de photographies anciennes à l'église Saint-Laurent.

## Économie

### Revenus
En 2018, la commune compte 61 ménages fiscaux, regroupant 119 personnes. La médiane du revenu disponible par unité de consommation est de 21 840 € (20 420 € dans le département).

### Emploi
|                | 2008  | 2013  | 2018  |
| -------------- | ----- | ----- | ----- |
| Commune        | 6,8 % | 2,5 % | 6,1 % |
| Département    | 7,7 % | 9,4 % | 9,8 % |
| France entière | 8,3 % | 10 %  | 10 %  |

En 2018, la population âgée de 15 à 64 ans s'élève à 103 personnes, parmi lesquelles on compte 80,6 % d'actifs (74,5 % ayant un emploi et 6,1 % de chômeurs) et 19,4 % d'inactifs,. Depuis 2008, le taux de chômage communal (au sens du recensement) des 15-64 ans est inférieur à celui de la France et du département.
La commune est hors attraction des villes,. Elle compte 11 emplois en 2018, contre 10 en 2013 et 15 en 2008. Le nombre d'actifs ayant un emploi résidant dans la commune est de 81, soit un indicateur de concentration d'emploi de 14,1 % et un taux d'activité parmi les 15 ans ou plus de 59,7 %.
Sur ces 81 actifs de 15 ans ou plus ayant un emploi, 8 travaillent dans la commune, soit 10 % des habitants. Pour se rendre au travail, 84,4 % des habitants utilisent un véhicule personnel ou de fonction à quatre roues, 2,6 % les transports en commun, 3,9 % s'y rendent en deux-roues, à vélo ou à pied et 9,1 % n'ont pas besoin de transport (travail au domicile).

Sélection de vues diverses
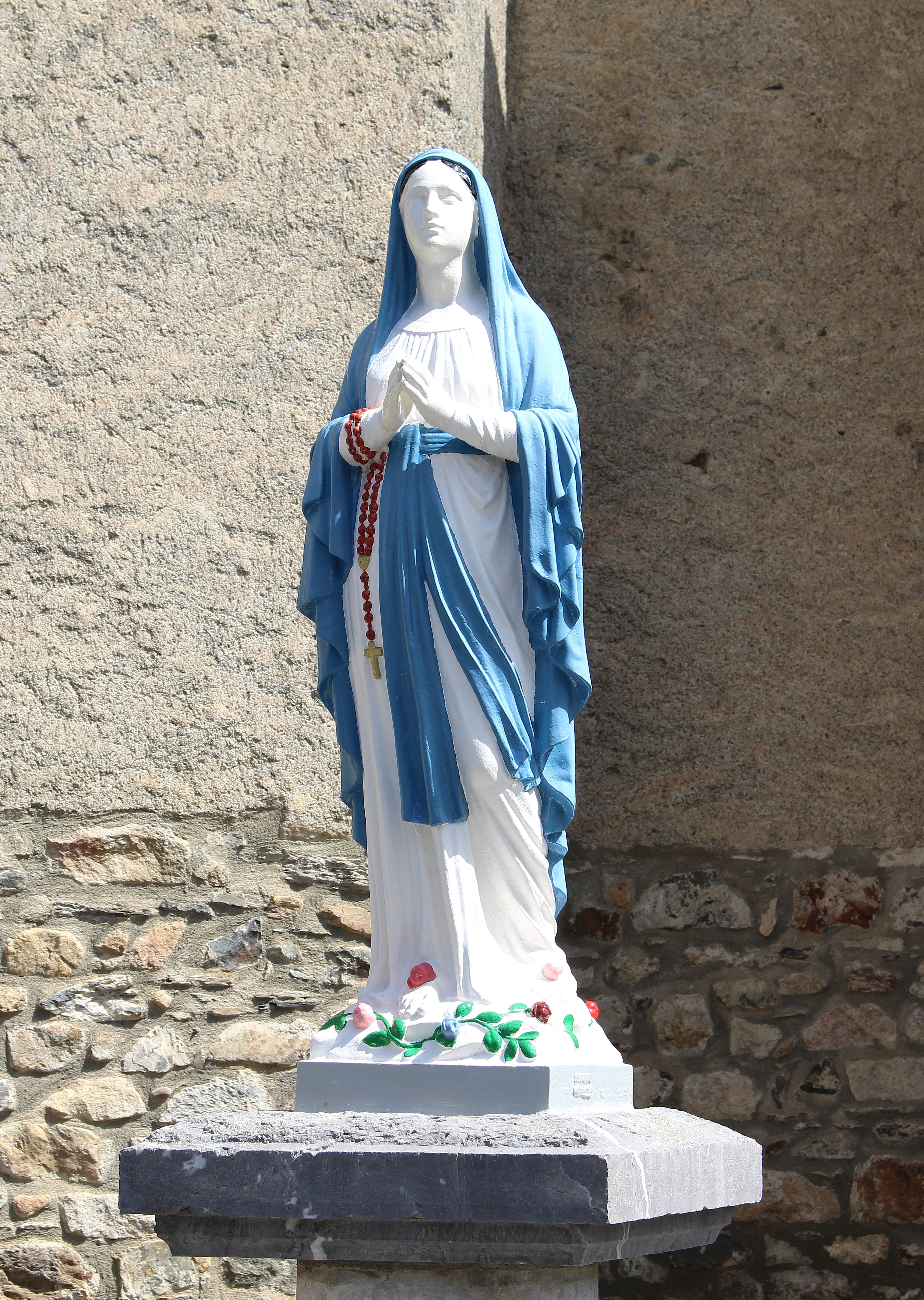
Vierge Marie.
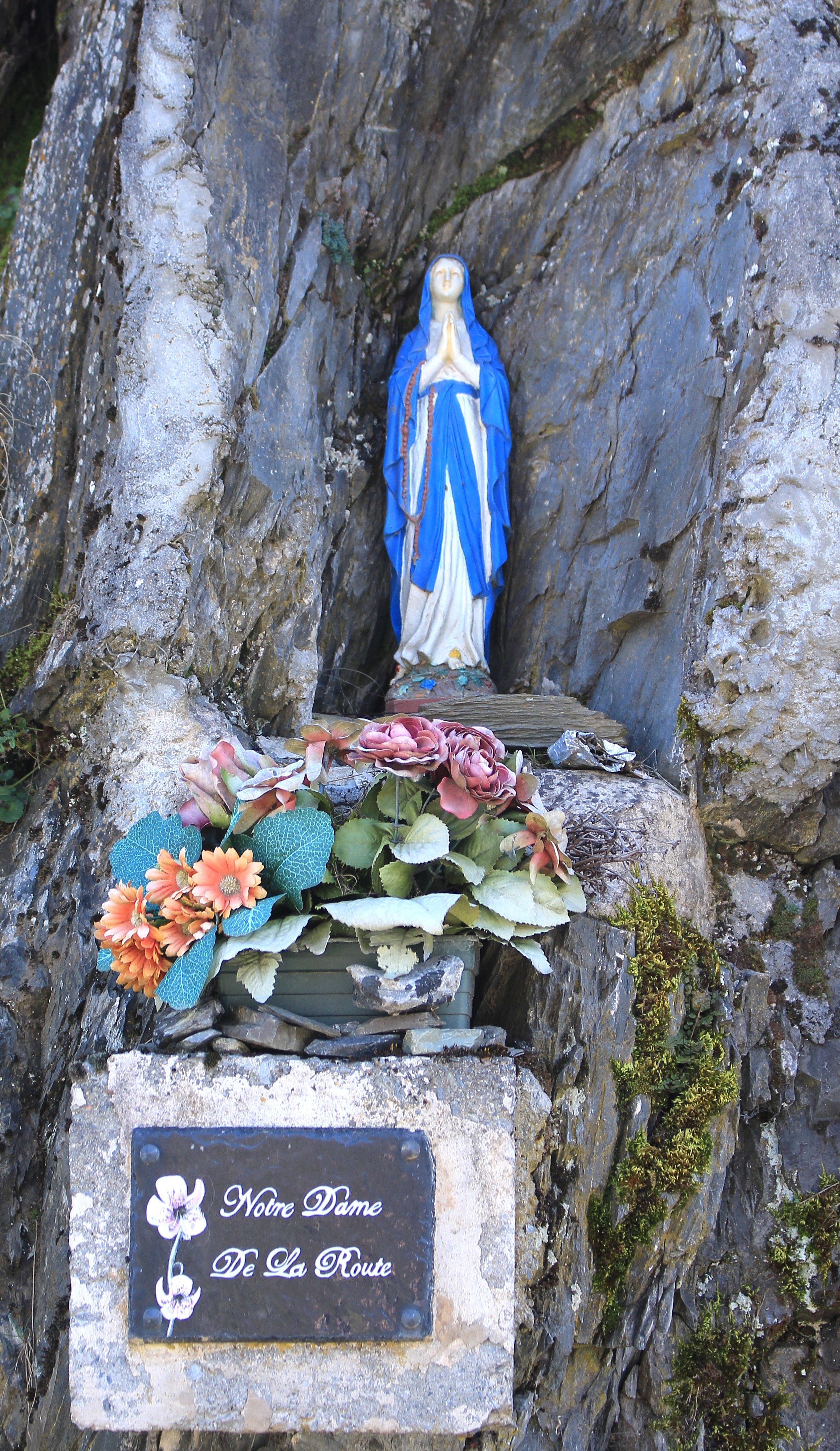
L'oratoire Notre-Dame de la Route.

## Culture locale et patrimoine

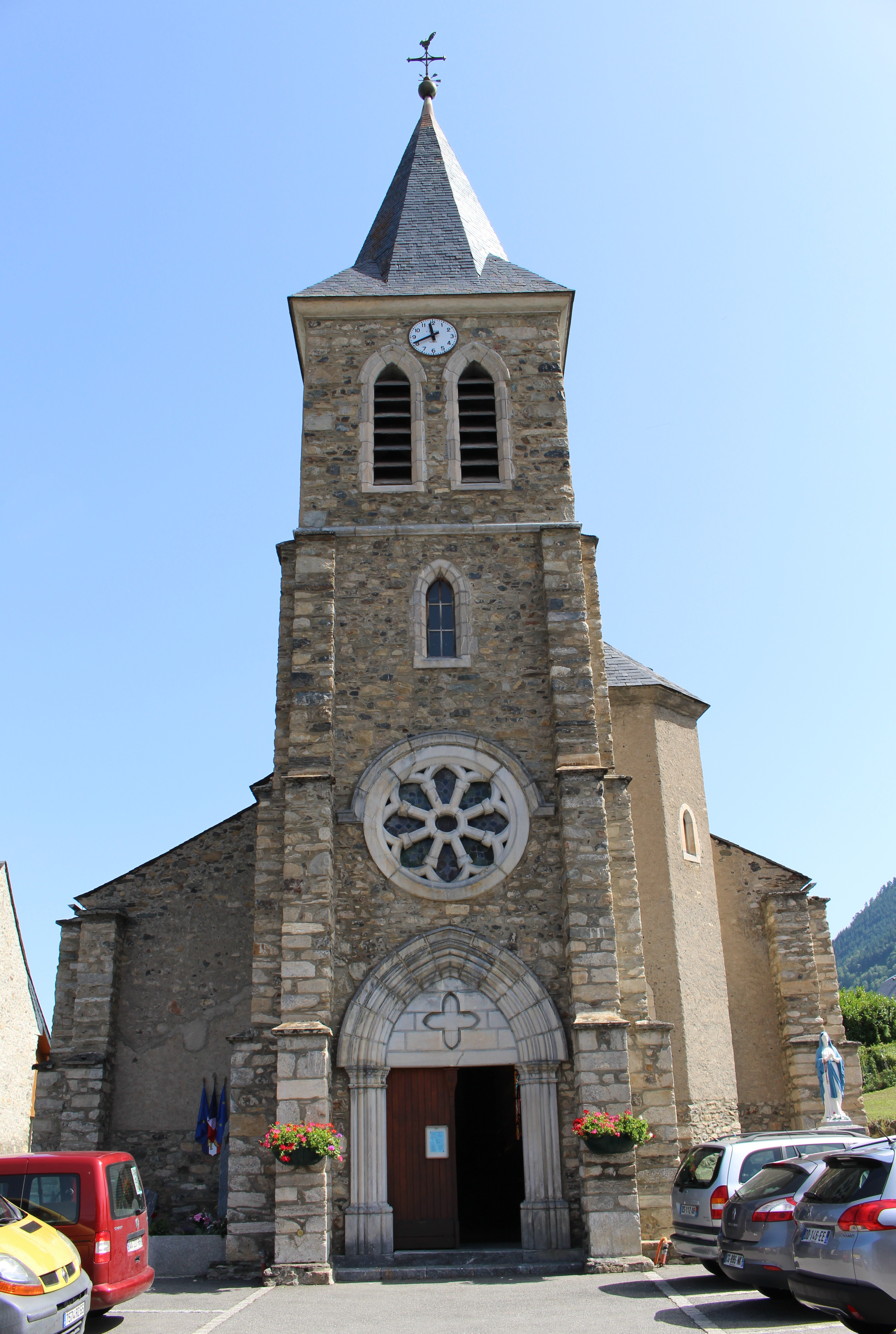
L'église Saint-Laurent en 2015.

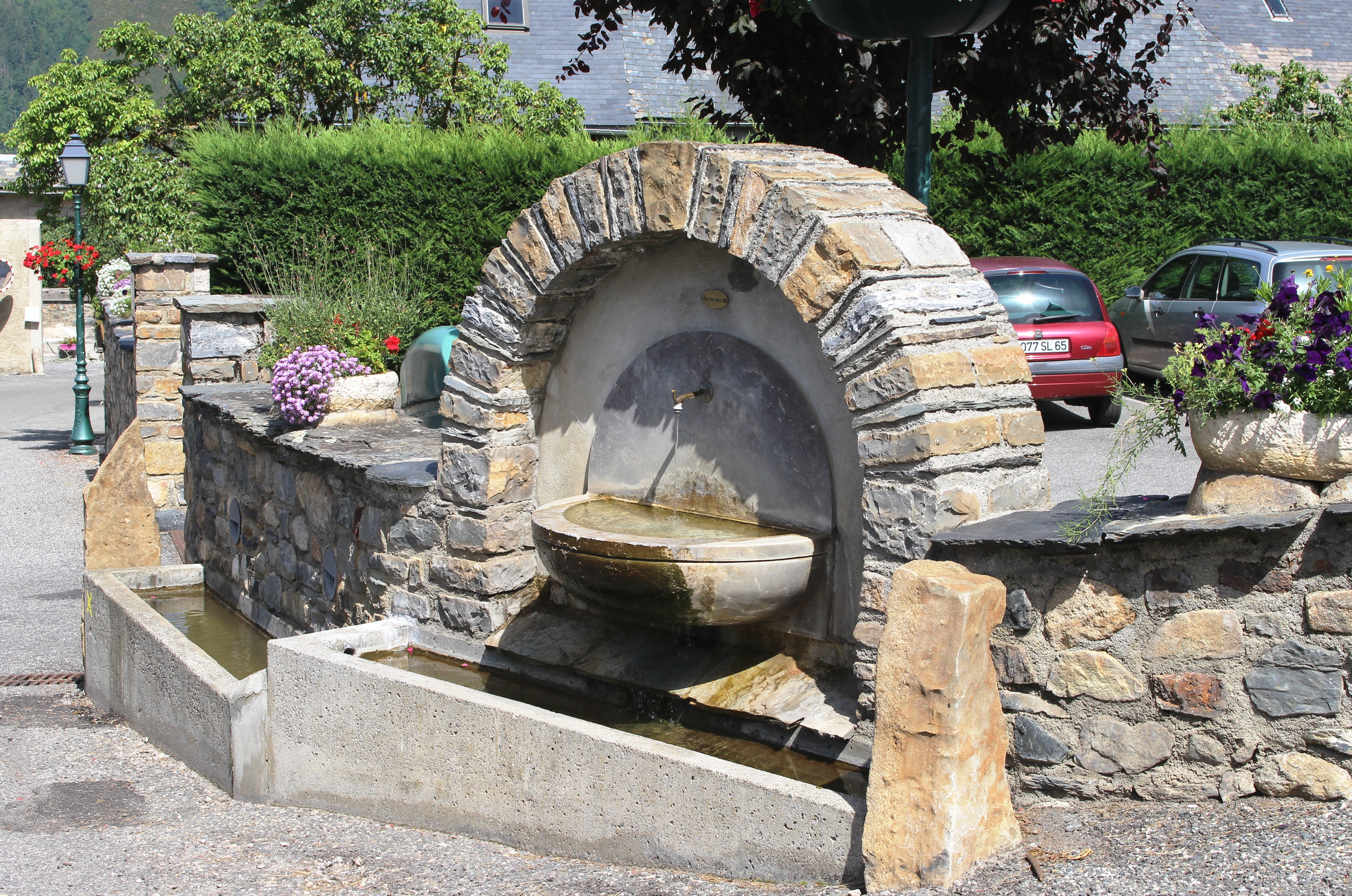
La fontaine.

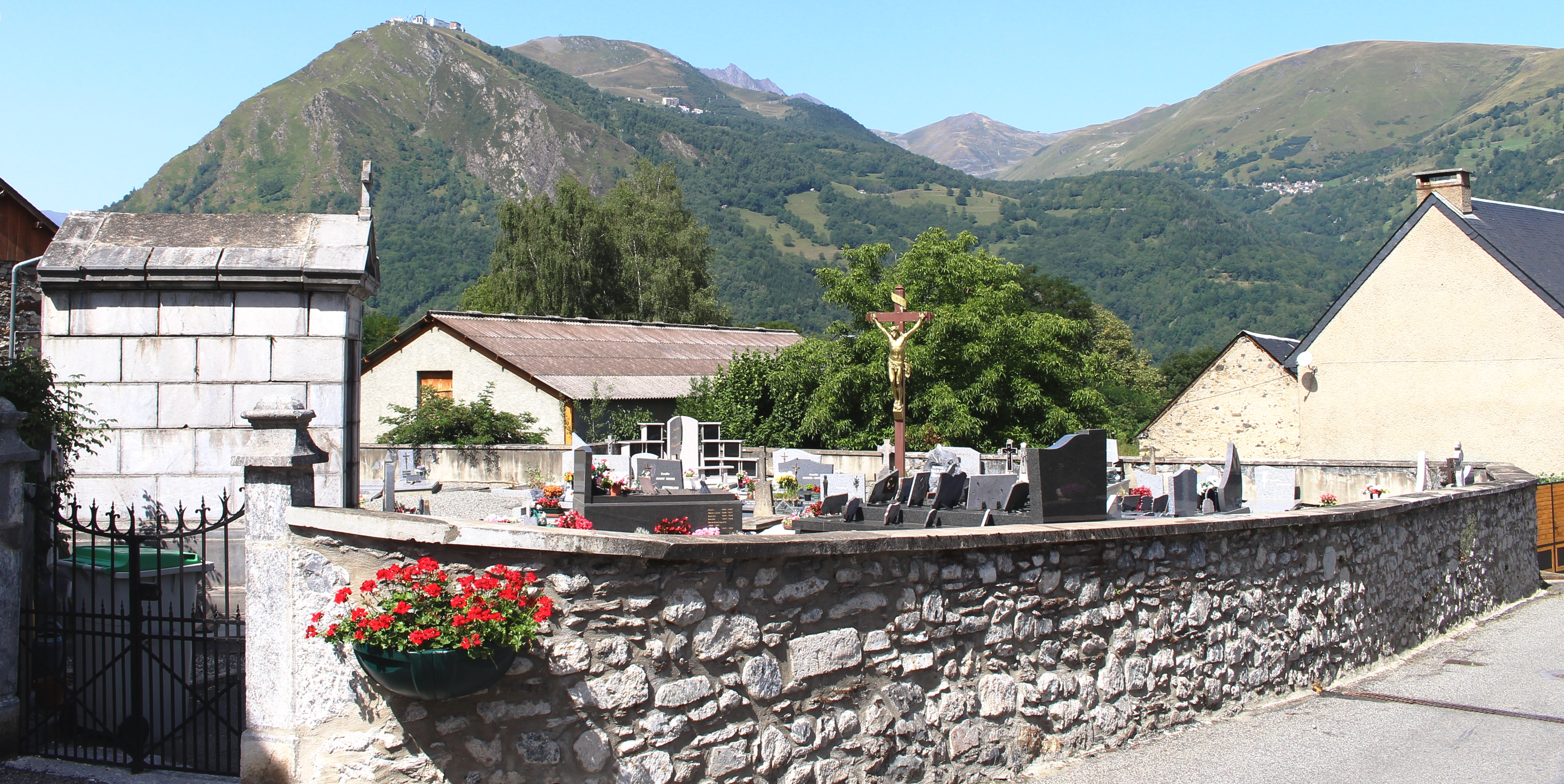
Le cimetière.

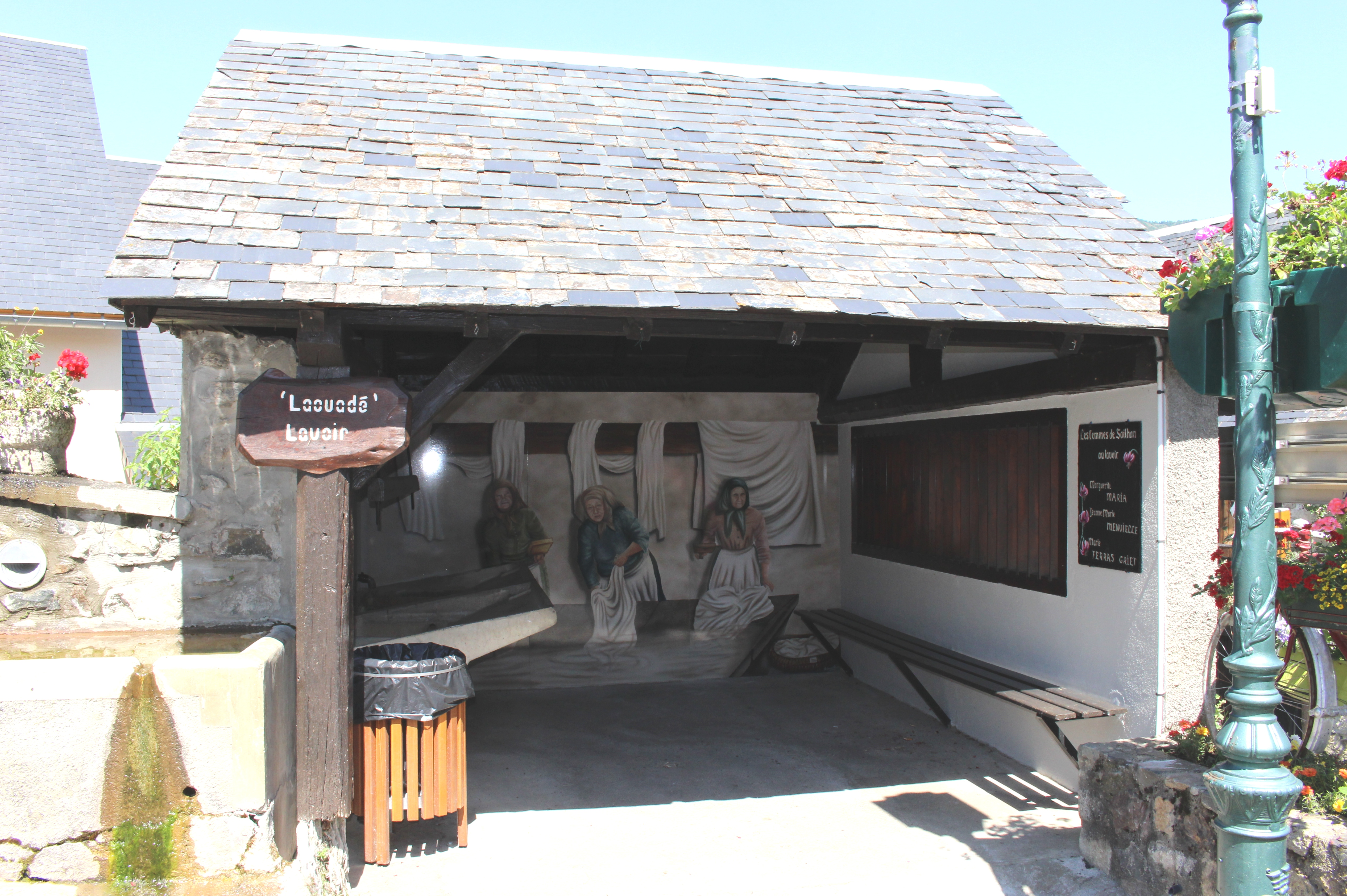
Le lavoir en 2016.

Médiathèque « au fournil médiathèque de Sailhan » à la mairie, ouverte mercredi et samedi de 16 h 30 à 18 h 30.

### Lieux et monuments
- Moulin de la Mousquère, four à pain, peintures animaux des Pyrénées, promenade pédagogique, visites individuelles et groupes. Aire de pique-nique. Accès handicapés.
- Église Saint-Laurent de style néogothique, chrisme, chants grégoriens, exposition permanente de photographies anciennes.
- Lavoir ancien avec fresque murale « femmes de Sailhan au lavoir ».
- Fontaines. Plusieurs fontaines dans le village dont la fontaine abreuvoir.
- Métier à ferrer avec fresque « hommes de Sailhan au travail », table panoramique avec pour thématique les rapaces.

### Héraldique
| Blason de Sailhan | Blason  | D'azur au mont de sinople sommé d'une tour d'or maçonnée de sable, ouverte et ajourée d'azur, au chef d'argent chargé de quatre pals du champ. |
| Blason de Sailhan | Détails | Ce blason est officiel (présent sur le site internet de la mairie).                                                                            |